# Чернуха (Арзамаський район)
Чернуха (рос. Чернуха) — село в Арзамаському районі Нижньогородської області Російської Федерації.
Населення становить 3364 особи. Входить до складу муніципального утворення Чернухинська сільрада.

## Історія
Від 2009 року входить до складу муніципального утворення Чернухинська сільрада.

## Населення
| 1959 | 1999  | 2002  | 2010  |
| ---- | ----- | ----- | ----- |
| 4576 | ↘4070 | ↘3507 | ↘3364 |